# Ленор Сити (Тенеси)
Ленор Сити (енгл. Lenoir City) град је у америчкој савезној држави Тенеси.

## Демографија
По попису из 2010. године број становника је 8.642, што је 1.823 (26,7%) становника више него 2000. године.
| Група             | 2000.         | 2010.         |
| Белци             | 6.208 (91,0%) | 6.803 (78,7%) |
| Афроамериканци    | 74 (1,1%)     | 135 (1,6%)    |
| Азијати           | 8 (0,1%)      | 53 (0,6%)     |
| Хиспаноамериканци | 409 (6,0%)    | 1.515 (17,5%) |
| Укупно            | 6.819         | 8.642         |